# Ken Itō
Ken Itō (伊東 乾, Itō Ken) est un compositeur, chef d'orchestre et écrivain japonais né à Tokyo le 27 janvier 1965. Il aurait étudié la composition et la direction d'orchestre avec Leonard Bernstein, Pierre Boulez ou encore John Cage.